# GR-12

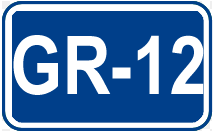

L'autoroute GR-12 est une voie rapide urbaine en projet qui va relier la ville de Grenade à l'Aéroport de Grenade.